# Robert Mayer (écrivain)
Pour les articles homonymes, voir Robert Mayer et Mayer.
Robert Mayer, né le 24 février 1939 à New York, est un journaliste et écrivain américain.
Il publie en 1977 son premier roman Superfolks (en) (Supernormal en français).

## Œuvres

### Romans
Supernormal (en) (Superfolks, 1977). Trad. de Francis Guèvremont
- Aux forges de Vulcain, février 2017, 310 p.  (ISBN 978-2-373-05029-5)
- J'ai lu, janvier 2018, 382 p. (Littérature étrangère)  (ISBN 978-2-290-15120-4)

The Dreams of Ada (1987)
The Origin of Sorrow (2010)